# Pala excavadora

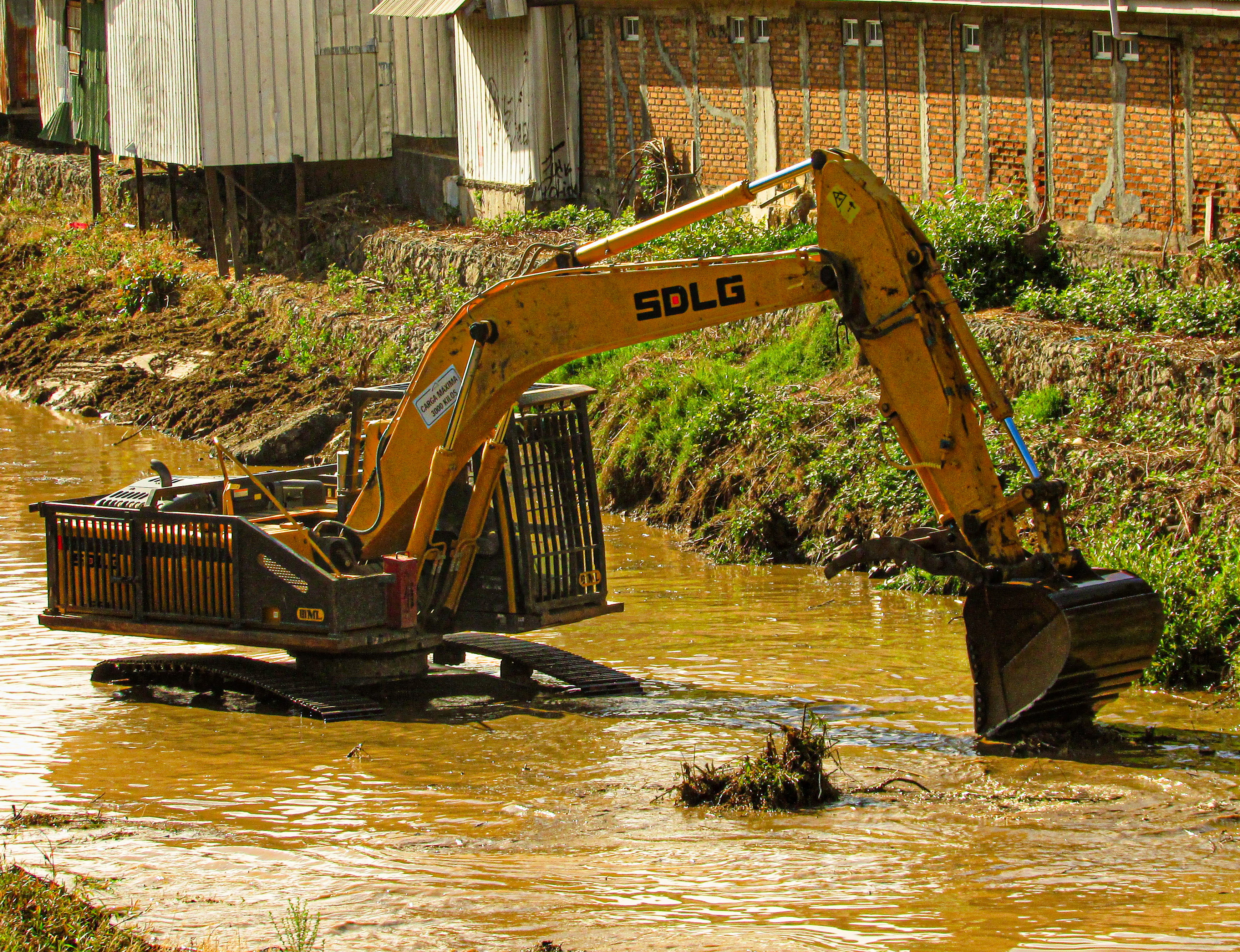
Excavadora trabajando en el Río Curanilahue.

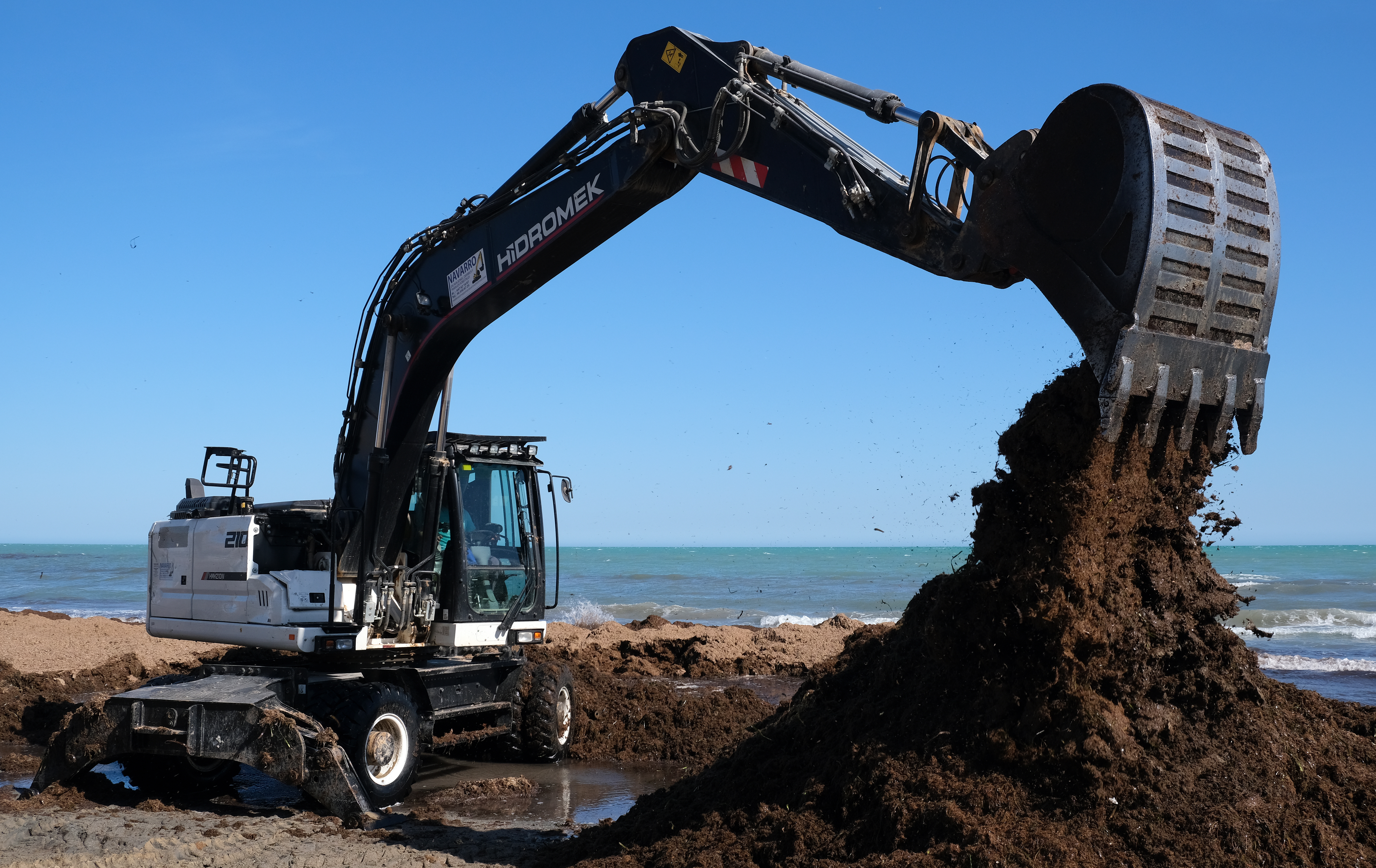
Excavadora.

Se denomina excavadora o pala excavadora a una máquina autopropulsada, capaz de girar 360° y equipada con brazo y cuchara, utilizada para excavar terrenos y mover tierra u otros materiales. Se desplazan sobre neumáticos u orugas montados a una estructura portante, la cual permanece fija mientras la parte superior gira libremente.

## Partes
Entre los componentes principales de una pala excavadora destacan a grandes rasgos:
- Sistemas de accionamiento: en su mayoría cilindros hidráulicos, aunque también existen por cables y cabestrantes, transmisiones mecánicas, cilindros neumáticos, etc.
- Corona de giro: sirve de apoyo de la estructura sobre el chasis, permitiendo a esta girar de forma ininterrumpida mientras el chasis permanece en estación.[1][2] De dentado exterior o interior atacado por un piñón con motor independiente y dotada de freno.
- Chasis: se trata de una estructura portante desplazable mediante cadenas o ruedas neumáticas. En el caso de ser de ruedas llevará unos estabilizadores para constituir las bases de apoyo.

En cuanto a las partes más específicas de una pala excavadora, existen algunas diferencias regionales en la denominación de las mismas:

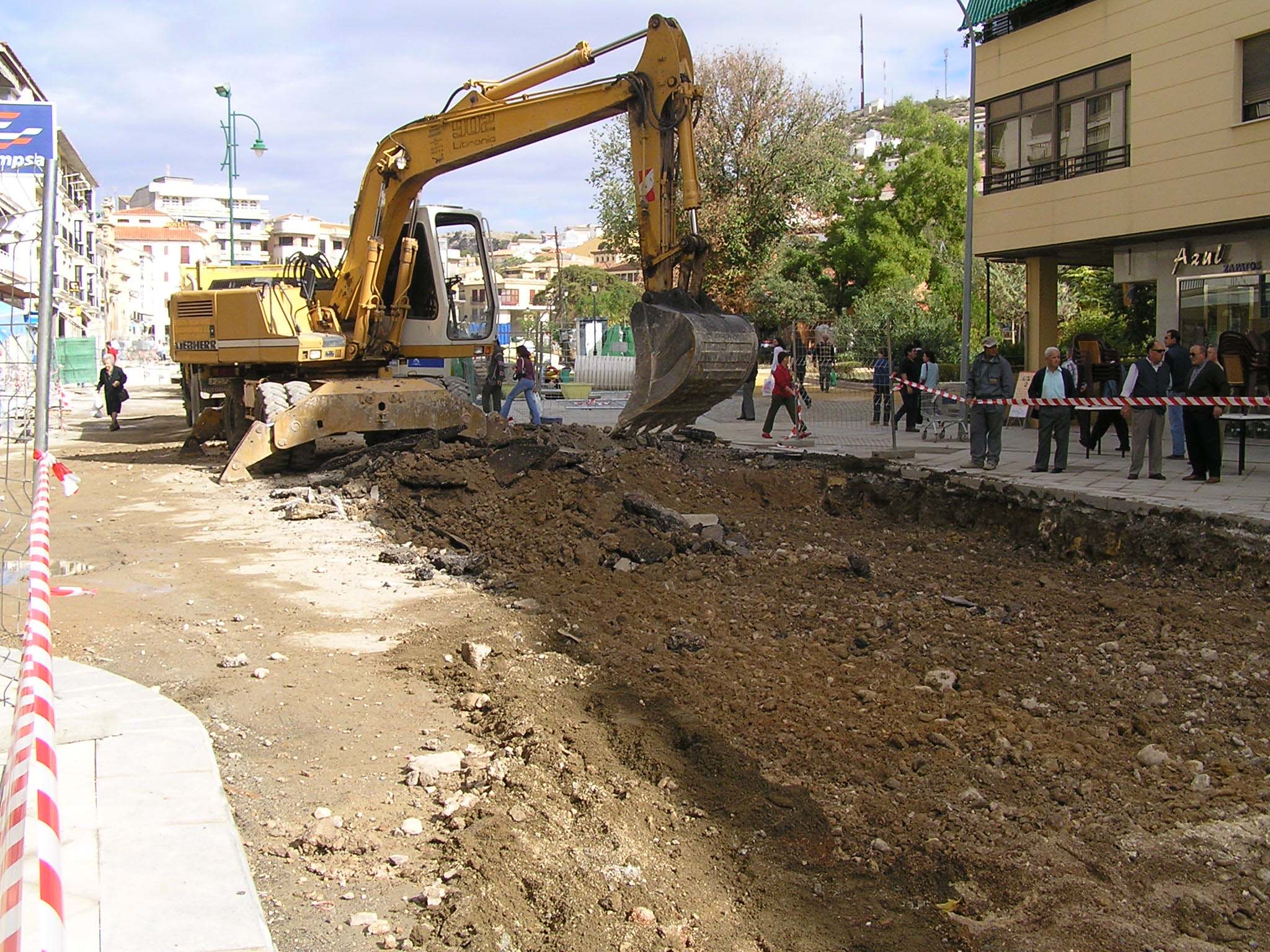
Excavadora en plena construcción del aparcamiento subterráneo en Alcalá la Real, España.

| Español                                         | Inglés                     | Observación                           |
| ----------------------------------------------- | -------------------------- | ------------------------------------- |
| Cuchara (Colombia: Balde; Perú: Cucharón)       | Bucket                     | Fija o móvil                          |
| Brazo                                           | Stick (Arm)                |                                       |
| Pluma                                           | Boom                       |                                       |
| Cabina                                          | Cab (House)                |                                       |
| Motor                                           | Engine                     | Diésel, diésel-eléctrico o eléctrico. |
| Motor de giro                                   | Swing motor                |                                       |
| Bomba hidráulica                                | Hydraulic pump             |                                       |
| Válvula de control principal                    | Main control valve         |                                       |
| Contrapeso                                      | Counterweight              |                                       |
| Corona de giro (Perú: Tornamesa)                | Slew bearing               |                                       |
| Bastidor (Chasis)                               | Car body                   |                                       |
| Tren de rodaje (Perú: Tren de carrilería)       | Undercarriage              |                                       |
| Zapatas                                         | Track pad (Grouser pad)    |                                       |
| Eslabones                                       | Track link assembly        |                                       |
| Rueda motríz                                    | Sprocket                   |                                       |
| Rueda guía                                      | Front idler                |                                       |
| Carriles superiores (Perú: Rodillos superiores) | Top rollers                |                                       |
| Carriles inferiores (Perú: Rodillos inferiores) | Bottom rollers             |                                       |
| Punto tensor de cadena                          | Track adjuster (Tensioner) |                                       |

## Tipos

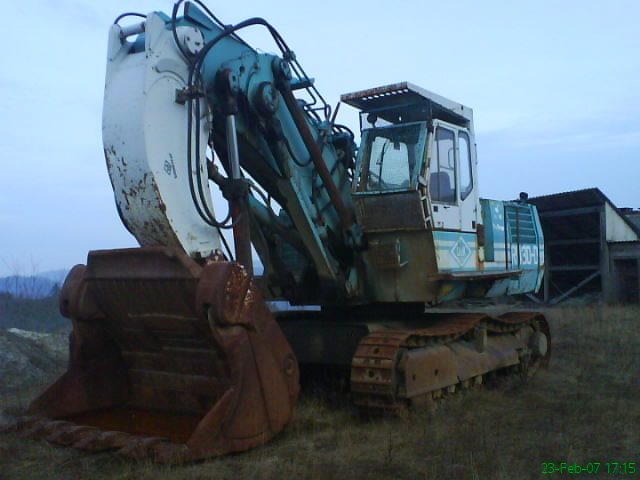
Excavadora frontal

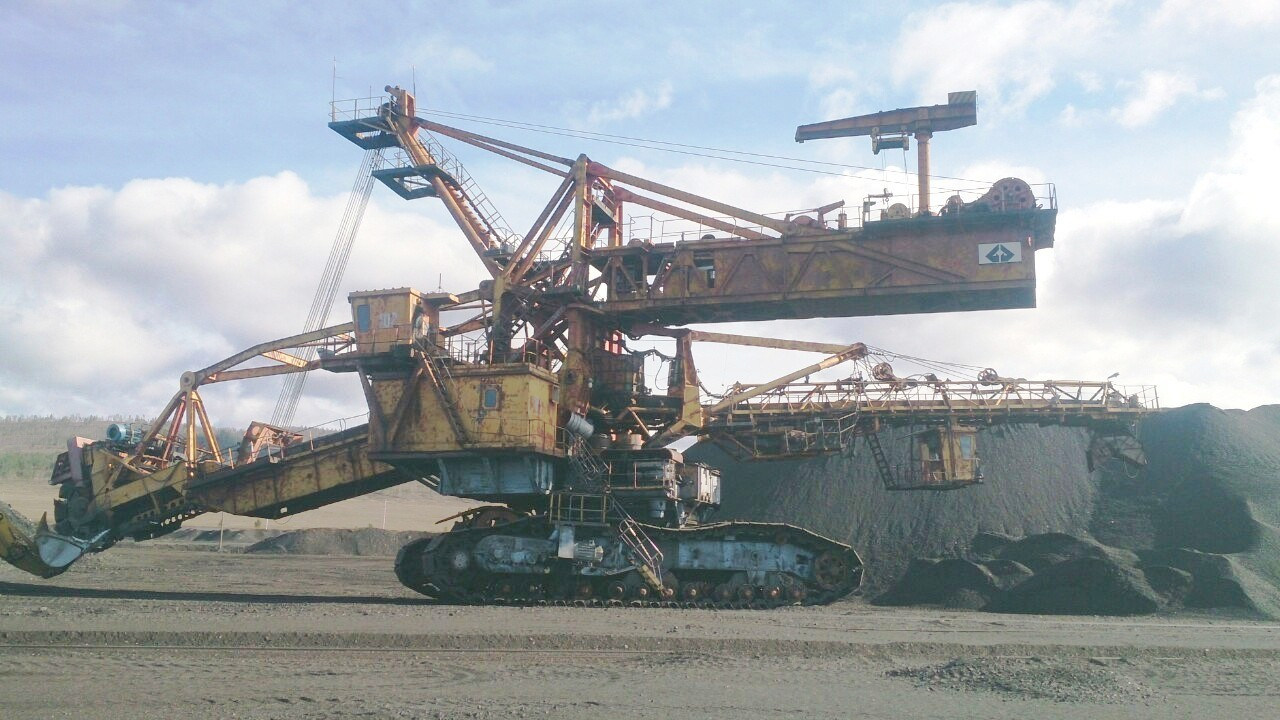
Excavadora ER1250 en la mina de carbón Tugnui, Buriatia, Rusia

Existen dos tipos de excavadoras diferenciadas por el diseño del conjunto cuchara-brazo-pluma y que condiciona su forma de trabajo:
- Excavadora frontal o pala de empuje: La cual se caracteriza por tener la cuchara hacia arriba y adelante. Tiene mayor altura de descarga. Útil en trabajos de minería, cuando se cargan materiales por encima de la cota de trabajo.
- Retroexcavadora: tiene la cuchara hacia abajo y atrás. Permite llegar a cotas más bajas. Utilizada sobre todo en construcción para zanjas, cimentaciones, desmontes, etc.

Normalmente, se suele referir de forma errónea a la pala mixta como retroexcavadora.
Las tres secciones principales de una excavadora son el tren de rodaje, la caja y el brazo (también se utiliza la pluma). El tren de rodaje incluye orugas, bastidor de orugas y transmisiones finales, que tienen un motor hidráulico y engranajes que proporcionan la transmisión a las orugas individuales. El tren de rodaje también puede tener una cuchilla similar a la de una excavadora.
La cabina incluye la cabina del operador, el contrapeso, el motor y los depósitos de combustible y aceite hidráulico. La casa se une al tren de rodaje mediante un pasador central. El aceite a alta presión se suministra a los motores hidráulicos de las orugas a través de un pivote hidráulico situado en el eje del pasador, lo que permite a la máquina girar 360° sin obstáculos y proporciona así el movimiento de izquierda a derecha.
Sirven paran movimientos de tierra aproximadamente de 1 m³ de volumen con la pala para acarreos cortos de material. 

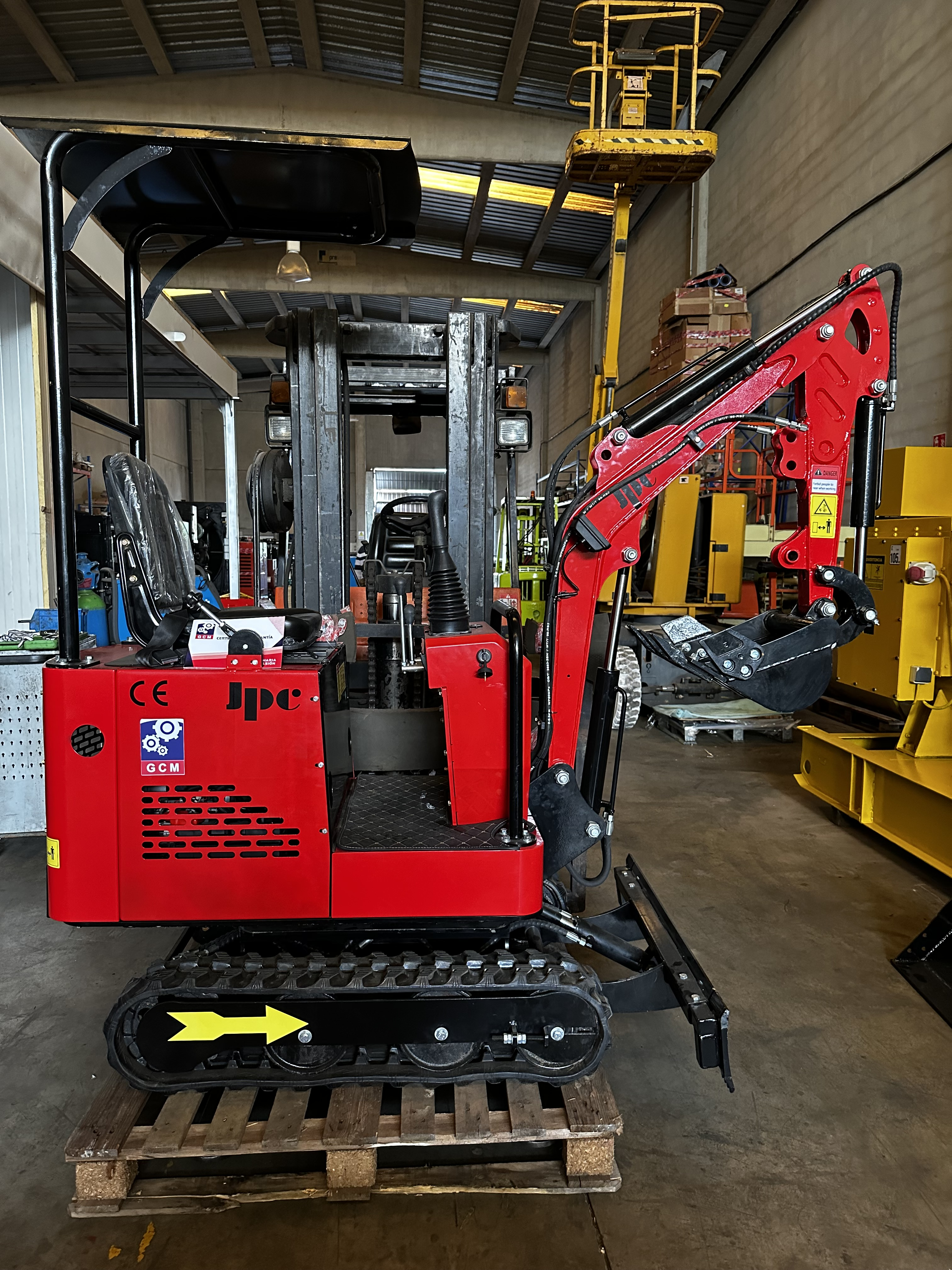
El modelo más pequeño de mini excavadora es de 1 tonelada

En la actualidad hay diferentes tipos de excavadoras de acuerdo con su uso: miniexcavadoras y excavadoras desde 16 hasta más de 45 toneladas de carga.
Podría relacionarse a las excavadoras únicamente con el movimiento de tierra en la construcción; sin embargo, su aplicación al día de hoy, abarca el sector agrícola, metalurgia, minería, rellenos sanitarios, limpieza de canales de aguas tratadas, etc. Se pueden adaptar accesorios tales como martillos hidráulicos o fresadoras, útiles en minería y en túnel.